# Junioren-Badmintonsüdamerikameisterschaft 2020
Die Junioren-Badmintonsüdamerikameisterschaft 2020 fand vom 25. November bis zum 2. Dezember 2020 in Lima in Peru statt.

## Sieger und Platzierte U15
| Disziplin    | Gold                            | Silber                                         | Bronze                                         |
| ------------ | ------------------------------- | ---------------------------------------------- | ---------------------------------------------- |
| Herreneinzel | Ian Moromisato                  | Gonzalo Castillo                               | Fabrizio Valdivieso                            |
| Herreneinzel | Ian Moromisato                  | Gonzalo Castillo                               | Jose Maria Rendon                              |
| Dameneinzel  | Talli Chomchey                  | Rafaela Silva La Rosa                          | Rafaela Castañeda Quintanilla                  |
| Dameneinzel  | Talli Chomchey                  | Rafaela Silva La Rosa                          | Shary Andrade                                  |
| Herrendoppel | Ian Moromisato Marcelo Novoa    | Fabrizio Valdivieso Gonzalo Castillo           | Jose Maria Rendon Maurice Martin               |
| Herrendoppel | Ian Moromisato Marcelo Novoa    | Fabrizio Valdivieso Gonzalo Castillo           | Fabrizio Huaman Mathias Lopez Torres           |
| Damendoppel  | Mirei Moromisato Talli Chomchey | Estefania Canchanya Caycho Valeria Chuquimaqui | Rafaela Silva La Rosa Shary Andrade            |
| Damendoppel  | Mirei Moromisato Talli Chomchey | Estefania Canchanya Caycho Valeria Chuquimaqui | Pilar Fernandez Veronica Andrea Condori Choque |
| Mixed        | Ian Moromisato Mirei Moromisato | Marcelo Novoa Talli Chomchey                   | Gonzalo Castillo Estefania Canchanya Caycho    |
| Mixed        | Ian Moromisato Mirei Moromisato | Marcelo Novoa Talli Chomchey                   | Fabrizio Valdivieso Valeria Schwalb            |

## Sieger und Platzierte U17
| Disziplin    | Gold                          | Silber                         | Bronze                          |
| ------------ | ----------------------------- | ------------------------------ | ------------------------------- |
| Herreneinzel | Adriano Viale                 | Sharum Durand                  | Mariano Velarde                 |
| Herreneinzel | Adriano Viale                 | Sharum Durand                  | Kalei Kuan Veng                 |
| Dameneinzel  | Fernanda Munar                | Erika Volosova                 | Ailen Oliva                     |
| Dameneinzel  | Fernanda Munar                | Erika Volosova                 | Namie Miyahira                  |
| Herrendoppel | Adriano Viale Mariano Velarde | Fabrizio Tabini Sharum Durand  | Kalei Kuan Veng Saul Andrade    |
| Herrendoppel | Adriano Viale Mariano Velarde | Fabrizio Tabini Sharum Durand  | Italo Taboada Valentino Mendoza |
| Mixed        | Adriano Viale Rafaela Munar   | Fabrizio Tabini Namie Miyahira | Saul Andrade Erika Volosova     |
| Mixed        | Adriano Viale Rafaela Munar   | Fabrizio Tabini Namie Miyahira | Joaquin Yi Aitana Garatea       |

## Sieger und Platzierte U19
| Disziplin    | Gold                               | Silber                           | Bronze                              |
| ------------ | ---------------------------------- | -------------------------------- | ----------------------------------- |
| Herreneinzel | Nicolas Oliva                      | Brian Roque Caycho               | Alejandro Chueca                    |
| Herreneinzel | Nicolas Oliva                      | Brian Roque Caycho               | Remo Blondet                        |
| Dameneinzel  | Juliana Giraldo Andrade            | Airi Moromisato                  | Ariane Nakasone                     |
| Dameneinzel  | Juliana Giraldo Andrade            | Airi Moromisato                  | Andrea Flores                       |
| Herrendoppel | Mateo Maira Nicolas Oliva          | Brian Roque Caycho Mariano Novoa | Alejandro Chueca Remo Blondet       |
| Herrendoppel | Mateo Maira Nicolas Oliva          | Brian Roque Caycho Mariano Novoa | Imanhol Navarrro Jhoey Tejeda Rojas |
| Damendoppel  | Fernanda Munar Rafaela Munar       | Airi Moromisato Andrea Flores    | Aitana Garatea Erika Volosova       |
| Damendoppel  | Fernanda Munar Rafaela Munar       | Airi Moromisato Andrea Flores    | Ariane Nakasone Namie Miyahira      |
| Mixed        | Brian Roque Caycho Airi Moromisato | Remo Blondet Fernanda Munar      | Mateo Maira Iona Gualdi             |
| Mixed        | Brian Roque Caycho Airi Moromisato | Remo Blondet Fernanda Munar      | Nicolas Oliva Yovela Petrucci       |